# Crateri di 2867 Šteins
Segue una lista dei crateri d'impatto presenti sulla superficie di 2867 Šteins. La nomenclatura di Šteins è regolata dall'Unione Astronomica Internazionale; la lista contiene solo formazioni esogeologiche ufficialmente riconosciute da tale istituzione.
I crateri di Šteins portano i nomi di gemme.
Sono tutti stati identificati durante il sorvolo ravvicinato della sonda Rosetta, l'unica ad avere finora raggiunto Šteins.

## Prospetto
| Cratere     | Eponimo | Latitudine | Longitudine | Diametro |
| ----------- | --- | ---------- | ----------- | -------- |
| Agate       | Agata - Varietà compatta e fibrosa di quarzo, con tipica struttura zonata.                                                                                         | 57,6° N    | 1,8° E      | 0,5 km   |
| Alexandrite | Alessandrite - Varietà di crisoberillo che presenta cangianza, mostrandosi di colore rosso se illuminata con luce artificiale e di colore verde con luce naturale. | 7° S       | 20,7° E     | 0,31 km  |
| Almandine   | Almandino - Nesosilicato, facente parte della serie dei granati.                                                                                                   | 29,5° N    | 53,8° E     | 0,52 km  |
| Amazonite   | Amazzonite - Varietà verde di feldspato microclino. | 9,6° N     | 75,6° E     | 0,47 km  |
| Amethyst    | Ametista - Varietà violacea di quarzo. | 28,9° N    | 343,2° E    | 0,45 km  |
| Aquamarine  | Acquamarina - Varietà azzurra del berillio. | 7,2° N     | 120,3° E    | 0,37 km  |
| Chrysoberyl | Crisoberillo - Alluminato di berillio, di colore giallo dorato. La più dura delle pietre dopo diamante e zaffiro.                                                  | 2° S       | 29,6° E     | 1,55 km  |
| Citrine     | Citrino - Varietà di quarzo, il cui colore è dovuto ad impurezze di ferro trivalente.                                                                              | 13,7° N    | 340,6° E    | 0,61 km  |
| Diamond     | Diamante - Forma allotropica del carbonio. La più dura delle pietre.                                                                                               | 54,6° S    | 13,4° E     | 2,1 km   |
| Emerald     | Smeraldo - Varietà del berillio caratterizzata da un intenso colore verde.                                                                                         | 3,9° S     | 139,3° E    | 0,52 km  |
| Garnet      | Granato - Gruppo di minerali nesosilicati. | 8,6° S     | 338,3° E    | 0,39 km  |
| Jade        | Giada - Pietra appartenente ai silicati. | 18° S      | 335,3° E    | 0,26 km  |
| Lapis       | Lapislazzuli - Roccia composta da vari minerali, con preponderante colorazione azzurra.                                                                            | 31,5° S    | 329,7° E    | 0,44 km  |
| Malachite   | Malachite - Minerale della famiglia dei carbonati. | 11,8° N    | 49,9° E     | 0,47 km  |
| Obsidian    | Ossidiana - Vetro vulcanico. | 10,6° S    | 43,6° E     | 0,51 km  |
| Onyx        | Onice - Varietà di calcedonio. | 10,9° N    | 8,9° E      | 1 km     |
| Opal        | Opale - Minerale amorfo che si presenta in varie colorazioni. | 1,1° N     | 337,8° E    | 0,4 km   |
| Peridot     | Peridoto - Varietà di olivina magnesiaca. | 25,1° S    | 336° E      | 0,27 km  |
| Sapphire    | Zaffiro - Varietà di corindone. | 31,3° S    | 31,3° E     | 0,6 km   |
| Topaz       | Topazio - Minerale silicato d'alluminio e fluoro. Questo cratere è utilizzato per definire il meridiano fondamentale di 2867 Šteins.                               | 7,7° S     | 0° E        | 0,65 km  |
| Tourmaline  | Tormalina - Gruppo di minerali appartenenti alla classe dei ciclosilicati.                                                                                         | 20,9° S    | 347,6° E    | 0,22 km  |
| Turquoise   | Turchese - Minerale di colore azzurro-verde appartenente al sistema triclino.                                                                                      | 31,6° S    | 113,4° E    | 0,47 km  |
| Zircon      | Zircone - Minerale appartenente al gruppo dei nesosilicati. | 13,5° S    | 335° E      | 1,77 km  |